# Урбания
Урбания (итал. Urbania), ранее Кастель-Дуранте (итал. Casteldurante), — коммуна в Италии, располагается в регионе Марке, в провинции Пезаро-э-Урбино.
Население составляет 7051 человек (на 2008 год), плотность населения составляет 91 чел./км². Занимает площадь 78 км². Почтовый индекс — 61049. Телефонный код — 0722.
Покровителем коммуны почитается святой Христофор, празднование 25 июля.

## Демография
Динамика населения:

## Администрация коммуны
- Официальный сайт: http://www.comune.urbania.ps.it/